# Episodi di Summer Camp (terza stagione)
La terza stagione di Summer Camp è in onda negli Stati Uniti dal 18 giugno al 21 settembre 2018 sul canale Disney Channel e dal 13 ottobre 2018 al 5 gennaio 2019 su Disney Channel (Italia).
|    | Titolo originale                | Titolo italiano                     | Prima TV USA      | Prima TV Italia  |
| -- | ------------------------------- | ----------------------------------- | ----------------- | ---------------- |
| 1  | We Can't Bear It                | Attenti all’orso!                   | 18 giugno 2018    | 13 ottobre 2018  |
| 2  | Let's Bounce!                   | Saltiamo!                           | 19 giugno 2018    | 20 ottobre 2018  |
| 3  | Take the Cake                   | Torta regina                        | 20 giugno 2018    | 27 ottobre 2018  |
| 4  | O Sister, Where Art Thou?       | Oh, sorella, dove sei?              | 21 giugno 2018    | 24 dicembre 2018 |
| 5  | Cav'd In                        | In grotta                           | 22 giugno 2018    | 25 dicembre 2018 |
| 6  | By All Memes                    | Video virali                        | 25 giugno 2018    | 26 dicembre 2018 |
| 7  | A Whole Lotta Lobsta            | Il Festival dell'Astice             | 29 giugno 2018    | 27 dicembre 2018 |
| 8  | No Bones About It               | Una storia di ossa                  | 2 luglio 2018     | 28 dicembre 2018 |
| 9  | Finders Keepers, Lou's a Weeper | Chi trova un ladro, trova un tesoro | 6 luglio 2018     | 29 dicembre 2018 |
| 10 | Reversal of Fortune             | Fortuna contraria                   | 9 luglio 2018     | 30 dicembre 2018 |
| 11 | Game of Totems                  | Il gioco dei totem                  | 13 luglio 2018    | 31 dicembre 2018 |
| 12 | Toilets and Tiaras              | Toilets e Tiare                     | 16 luglio 2018    | 1º gennaio 2019  |
| 13 | Bungle in the Jungle            | Pasticcio nella giungla             | 20 luglio 2018    | 2 gennaio 2019   |
| 14 | Gruel and Unusual Punishment    | Un'insolita punizione               | 27 luglio 2018    | 3 gennaio 2019   |
| 15 | It's a Blast!                   | Lanci spaziali!                     | 3 agosto 2018     | 4 gennaio 2019   |
| 16 | Up, Up and Away                 | Su, su e via                        | 21 settembre 2018 | 5 gennaio 2019   |

## Attenti all'orso!
Ritornati al Camp Kikiwaka, i fratelli Ross e Lou scoprono che Gladys non ha mai riparato il campo in seguito all'incendio dell'estate precedente e che, invece, è scappata con tutti i soldi. Dal momento che il viaggio di ritorno è lungo, il gruppo decide di restare al campo per la notte. Il mattino seguente tutti ripartono sull'autobus, ma all'ultimo momento vengono accidentalmente lasciati indietro tre nuovi campeggiatori: Finn, cugino di secondo grado di Lou e bambino rozzo amante del divertinento, Destiny, ragazzina più volte vincitrice di concorsi di bellezza, e Matteo, bambino ipocondriaco e per niente entusiasta all'idea del campo estivo. Dopo qualche ora di viaggio, il resto del gruppo si accorge della loro assenza e torna indietro giusto in tempo per salvarli da un orso. Nonostante lo spavento, i tre ragazzini si sono divertiti e sono dispiaciuti all'idea di non vivere l'esperienza del campo. Ai ragazzi viene però un'idea: i fratelli Ross fanno comprare il campo ai loro genitori e tutti e tre insieme ne diventano i nuovi co-proprietari.